# إيلي أكوبو
إيلي أكوبو (بالفرنسية: Élie Okobo) هو لاعب كرة سلة فرنسي يلعب في مركز لاعب هجوم خلفي في نادي فينيكس صنز.

## روابط خارجية
- إيلي أكوبو على موقع الاتحاد الدولي لكرة السلة (الإنجليزية)
- إيلي أكوبو على موقع الدوري الأوروبي لكرة السلة (الإنجليزية)
- إيلي أكوبو على موقع إن بي أي (الإنجليزية)
- إيلي أكوبو على موقع سبورتس رفرنس (الإنجليزية)
- إيلي أكوبو على موقع كرة السلة الأوروبية.كوم (الإنجليزية)
- إيلي أكوبو على موقع DraftExpress.com (الإنجليزية)
- إيلي أكوبو على موقع إي إس بي إن.كوم (الإنجليزية)
- إيلي أكوبو على موقع ريلجم (الإنجليزية)
- إيلي أكوبو على موقع بروبوليرز (الإنجليزية)
- إيلي أكوبو على موقع سبورتس رفرنس (الإنجليزية)